# Finspångs bruk

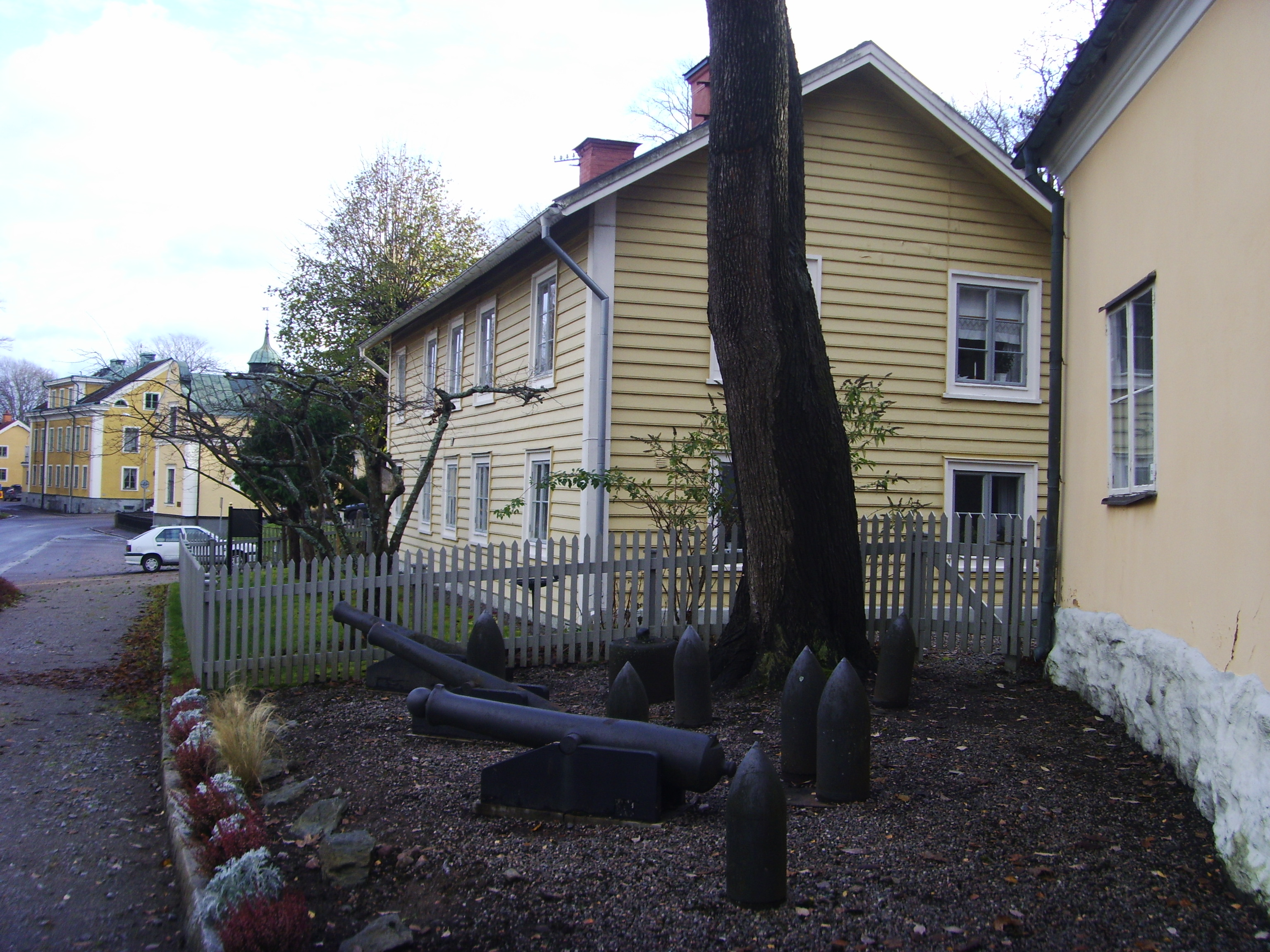
Bruksmuseet speglar järnbrukstiden i Finspång, som har sina rötter i 1500-talet.

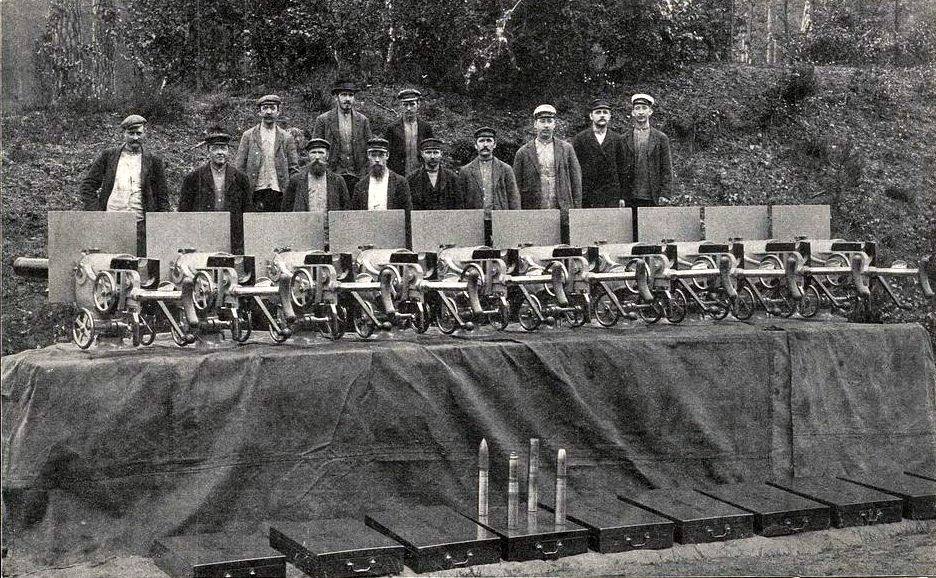
Arbetare vid Finspångs bruk omkring 1906.

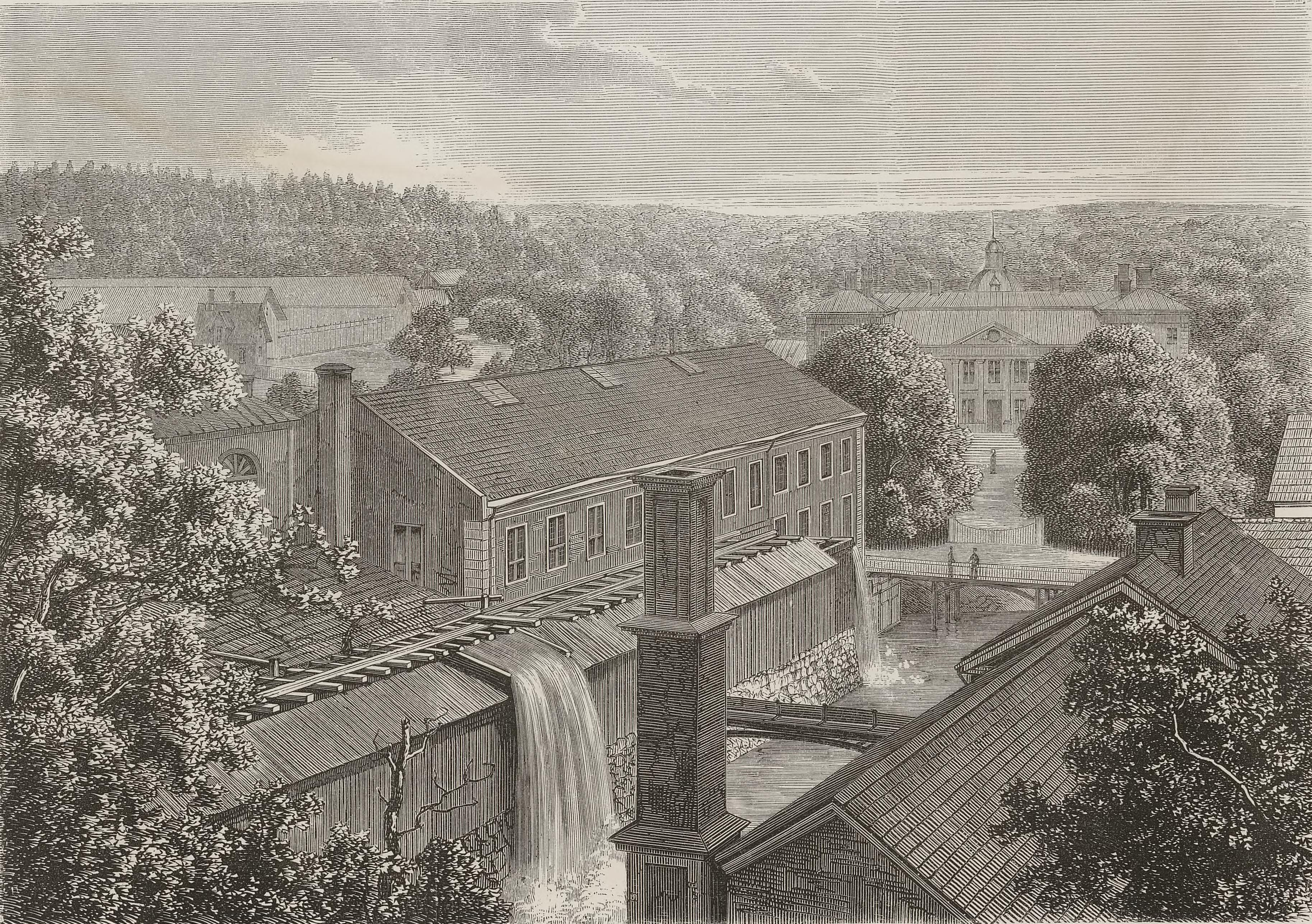
Finspångs bruk i Nordiska taflor rundt 1868.

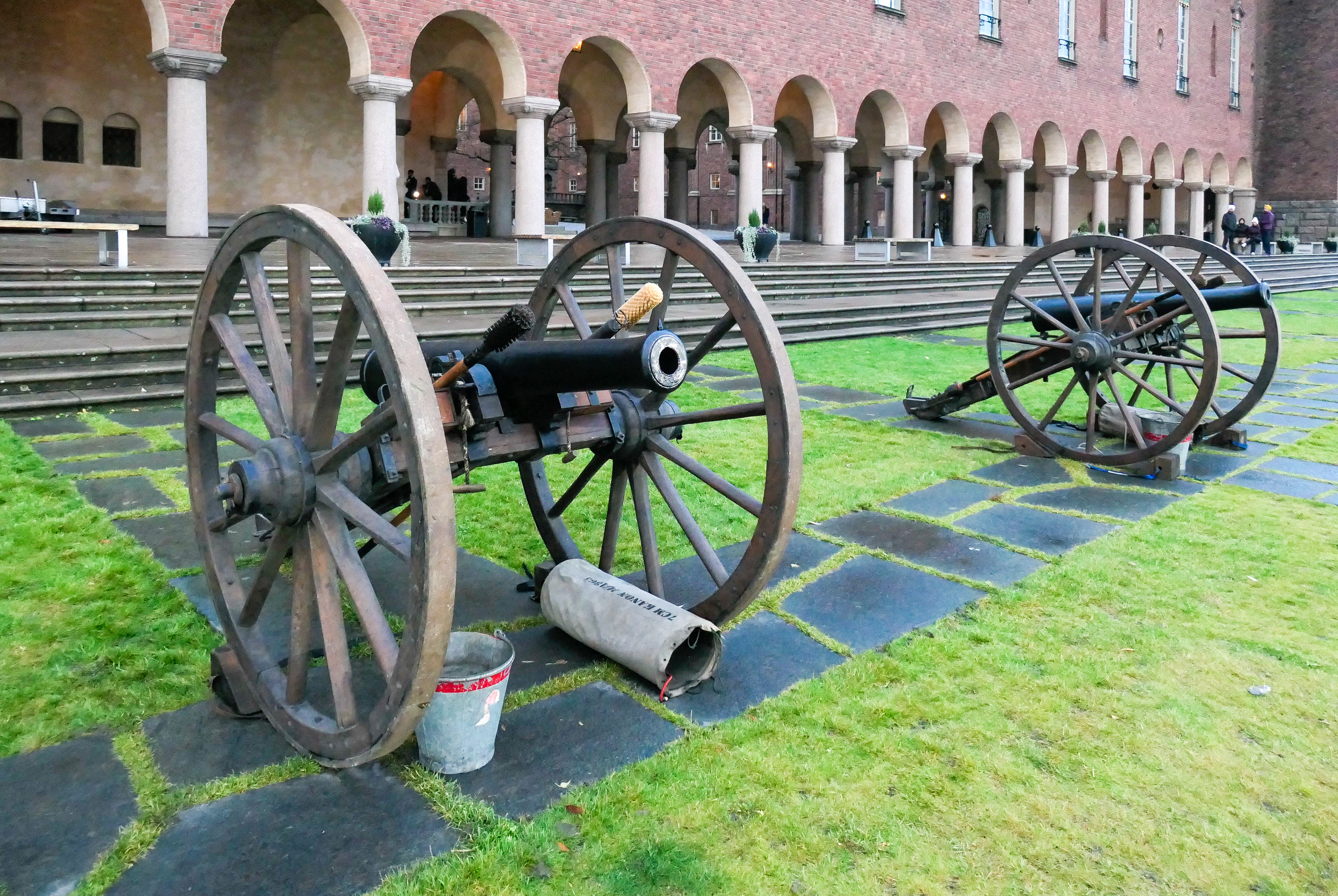
7 cm kanon m/1863 tillverkad på Finspångs bruk. Längd 160 cm, vikt 255 kg. Denna modell med sitt räfflade eldrör var den första av sin sort att placeras på Vaxholms fästning.

Finspångs bruk var i drygt tre århundraden Sveriges största kanongjuteri, belägen i Östergötlands norra bergslag, omnämns Finspång i 1573 års bergslagsräkenskaper. Ett litet bruk var där då anlagt, som först drevs för kronans räkning, men 1587 bortarrenderades till nederländaren Wellam De Wijk, vilken tycks ha innehaft det till 1599, då det återgick till kronan.

## I släkten De Geers ägo

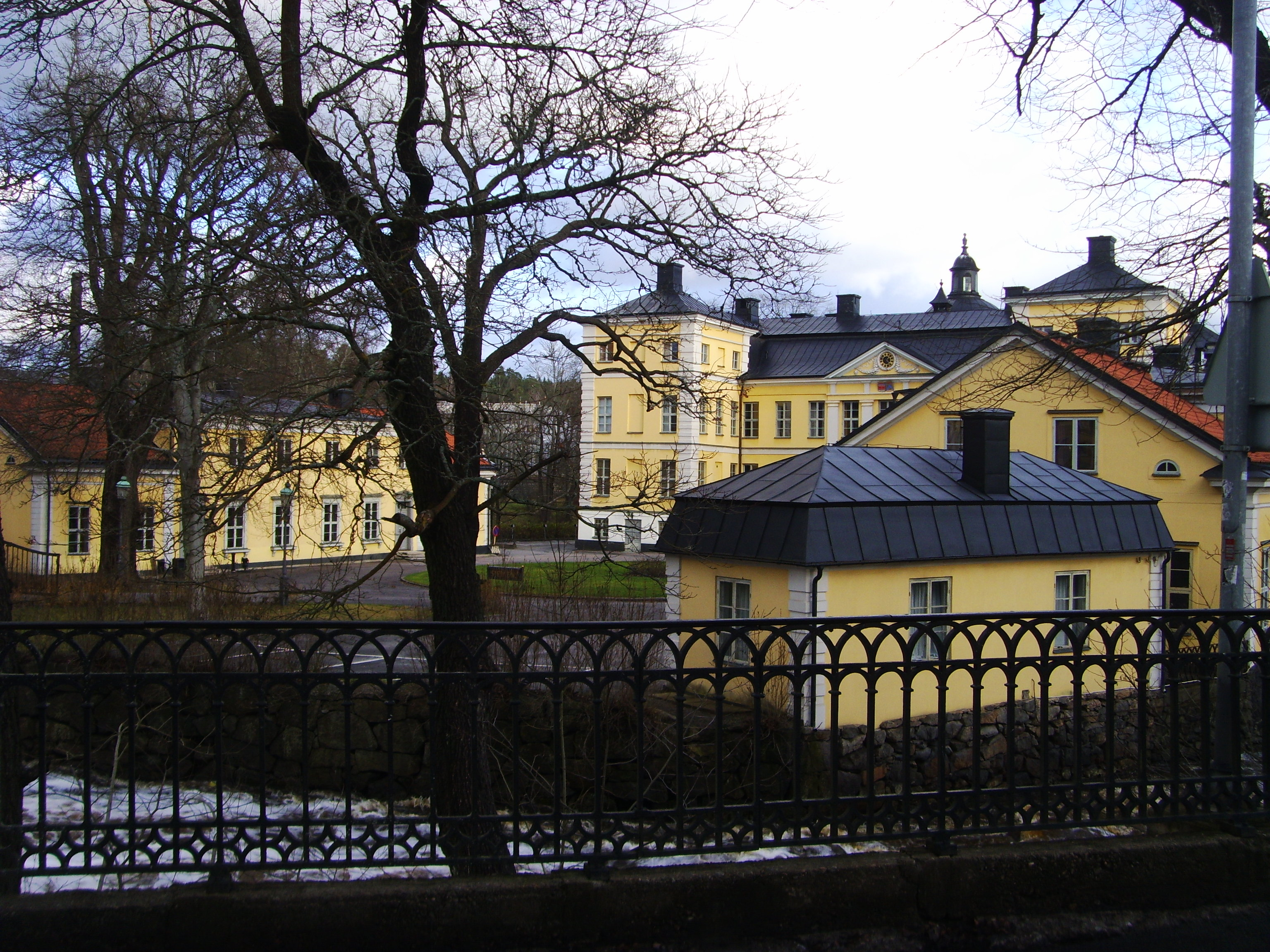
Finspångs slott vid Finspångsån.

På uppdrag av Louis De Geer, sökte Willem de Besche att med De Geer såsom förlagsman få av svenska kronan arrendera Finspång med dess bruk och underliggande län, och affären skulle i början drivas i De Besches namn. Därpå följde ett kungligt brev daterat 16 juli 1618, vari ovannämnda gods överläts till De Besche såsom pant för en De Geers fordran hos kronan. Sedan De Geer blivit svensk medborgare och adelsman, köpte han 1641 hela Finspångs gods, som då bestod av 79 1/2 hemman, jämte 5 1/2 hemman i Upplands bergslag (Dannemora gruvor). De Geer gjorde Finspång till centrum för den svenska vapenindustrin. Det innehades av hans ättlingar De Geer af Finspång fram till 1856, då godset såldes till dess förvaltare, Carl Ekman, sedermera brukspatron nästan ända fram till sin död 1903.

## Ekman utvidgade bruksrörelsen

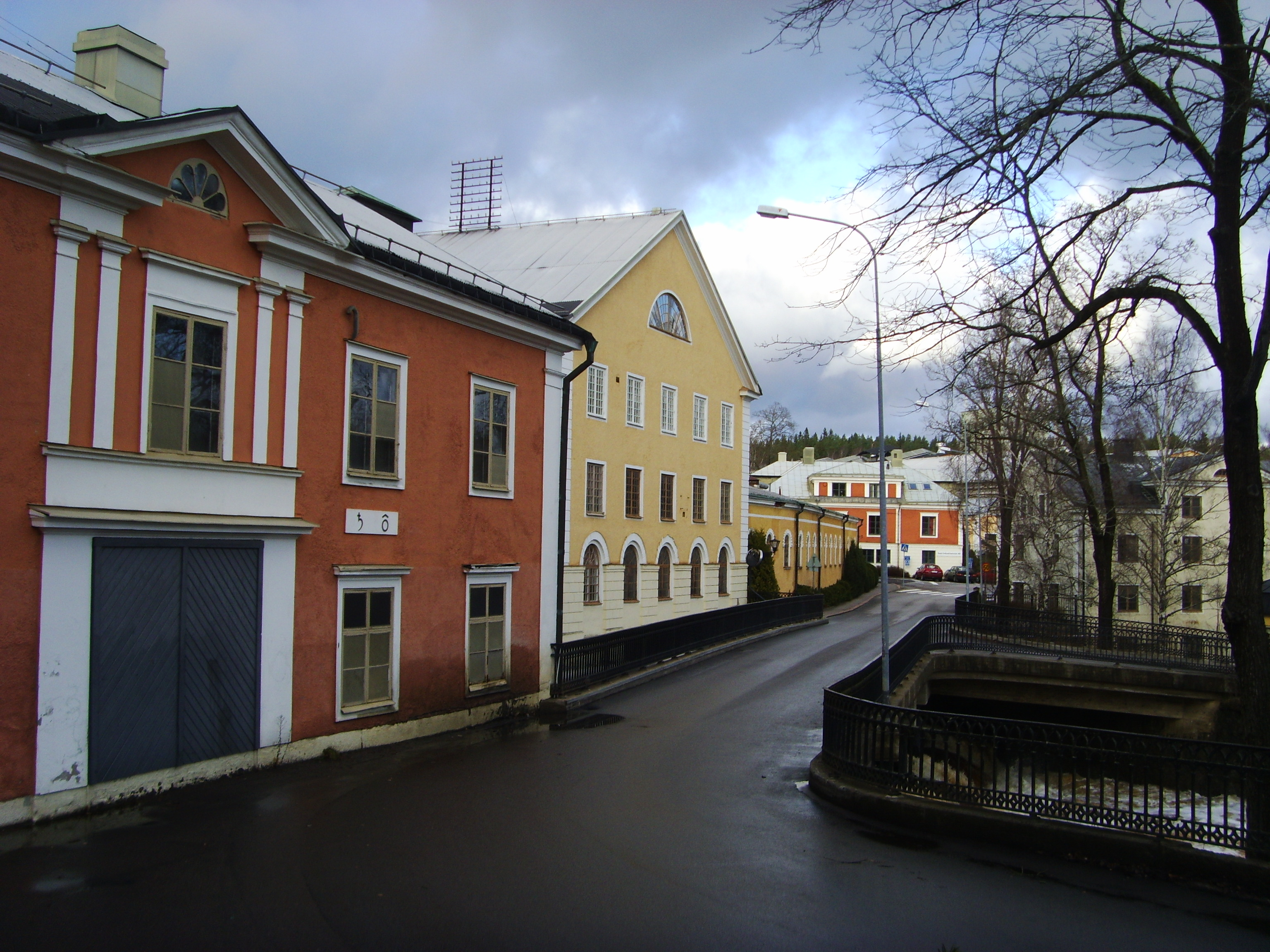
Bruksmiljön i Finspång.

Ekman förvärvade 1857 även Stens bruk och anlade under det 1860 en masugn vid Graversfors, då Finspångsbrukets masugnar inte räckte till för kanontillverkningen, men på 1870-talet fick Finspång en konkurrent i Bofors bruk, som 1873 inledde sin kanontillverkning och det närmaste fyra decennierna kämpade de båda bruken och deras företagsombildningar om att få vapenbeställningarna, till svenska försvaret, men även till utlandet. Exempelvis 1874 tillverkade Finspångs bruk kanoner för de svenska, danska, ryska, holländska och egyptiska regeringarnas räkning. Övergången från tackjärnskanoner till stålkanoner under andra hälften av 1800-talet gjorde att nyinvesteringar behövdes göras.

## Aktiebolaget Finspångs styckebruk

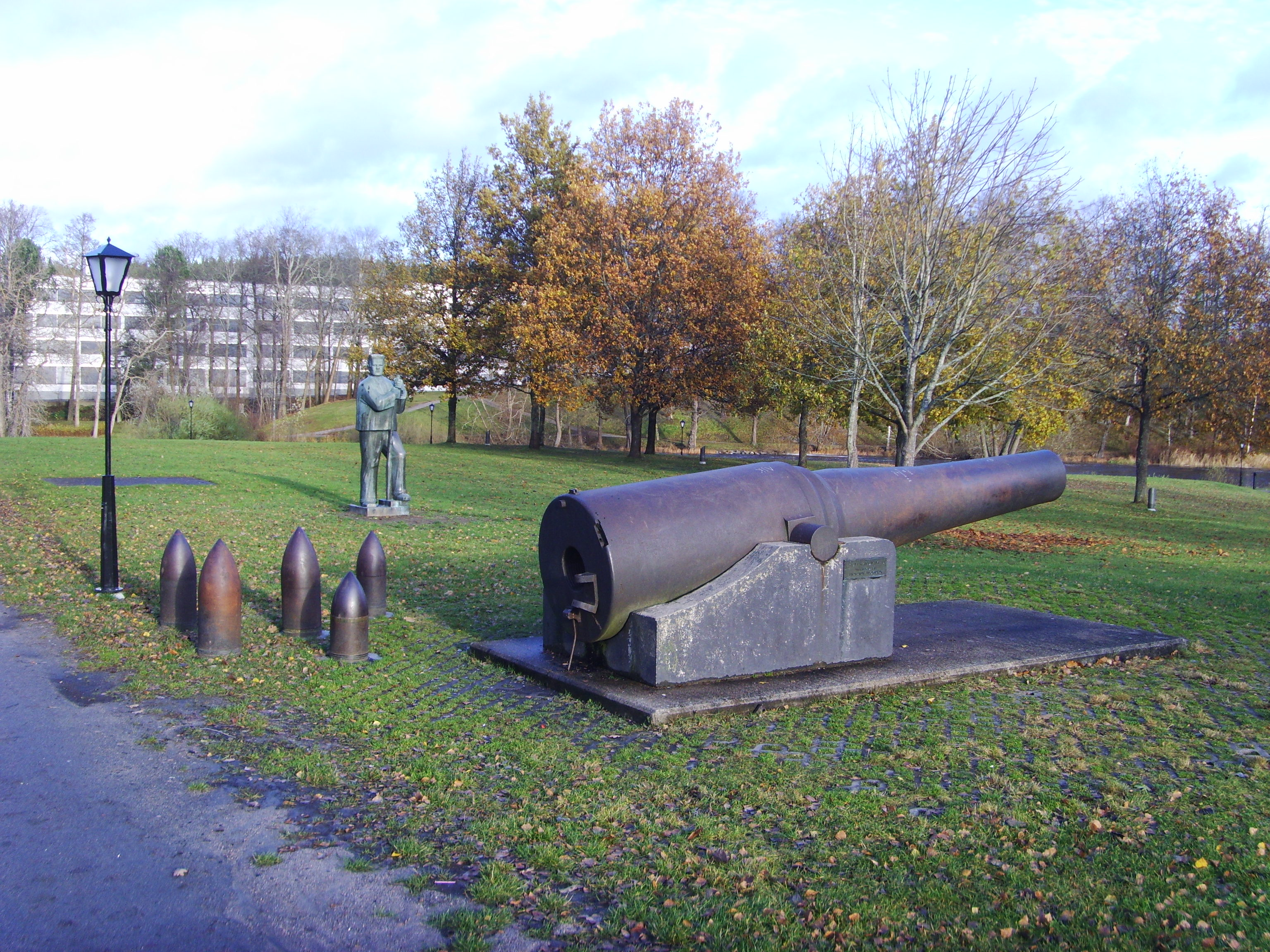
24 cm kanon M/70, tillverkad vid Finspongs styckebruk.

År 1885 bildade Ekman Aktiebolaget Finspångs styckebruk, till vilket samtliga egendomar och verkstäder överlämnades. Åren 1902–1903 frånsålde detta bolag sina industriella verk och anläggningar, jämte närmast bruken belägna egendomar till Stens bruks aktiebolag och Aktiebolaget Nordiska artilleriverkstäderna. Det sistnämnda aktiebolaget, kom tillsammans med en aktieombildning, att fortsätta kanontillverkningen i Finspång till årsskiftet 1910–1911, då det forna brukets nya ägare Bofors i östra Värmland valde att flytta tillverkningen dit. Finspångs era som vapensmedja var över.

## Brukspredikanter
Lista över brukspredikanter på Finspångs bruk.
| Ämbetstid | Namn                       | Levnadstid | Övrigt                                       |
| --------- | -------------------------- | ---------- | -------------------------------------------- |
| 1673      | Benedictus Laurbecchius    | 1640–1687  | Senare kyrkoherde i Högby församling.        |
| 1678      | Olavus Hörning             | 1646–1692  | Senare kyrkoherde i Gårdeby församling.      |
| 1692-1694 | Gudmundus Amnelius         | 1659-1700  | Senare kyrkoherde i Hällestads församling.   |
| 1694–1742 | –                          | –          | Ingen anställd präst under denna period.     |
| 1742–1750 | Samuel Follin              | 1717–1789  | Senare kyrkoherde i Törnevalla församling.   |
| 1747–1758 | Magnus Sundelin            | 1715–1766  | Senare hospitalspredikant i Linköping.       |
| 1758-1769 | Samuel Wistenius           | 1722-1793  | Senare kyrkoherde i Tjällmo församling.      |
| 1770-1778 | Daniel Söderman            | 1736-1809  | Senare kyrkoherde i Regna församling.        |
| 1778-1780 | Samuel Regnell             | 1751-1780  |                                              |
| 1780-1793 | Samuel Theodor Strömberger | 1748-1793  |                                              |
| 1793–1802 | Samuel Petersson           | 1766–1830  | Senare kyrkoherde i Örberga församling.      |
| 1802–1804 | Johan Daniel Gustafsson    | 1764–1853  | Senare kyrkoherde i Östra Ryds församling.   |
| 1804–1817 | Carl Anders Korsfeldt      | 1769–1841  | Senare kyrkoherde i Östra Ny församling.     |
| 1818–1819 | Svante Gustaf Waennerberg  | 1790–1857  | Senare kyrkoherde i Rogslösa församling.     |
| 1820-1824 | Anders Magnus Ekbaeck      | –1824      |                                              |
| 1825–1835 | Johan Baptist Haglund      | 1794–1867  | Senare kyrkoherde i Kimstads församling.     |
| 1835–1859 | Samuel Hjertsäll           | 1802–1861  | Senare kyrkoherde i Frinnaryds församling.   |
| 1859–1876 | –                          | –          | Ingen anställd präst under denna period.     |
| 1876-1891 | Carl Oscar Lindström       | 1849-1891  |                                              |
| 1892-1894 | August Stenström           | 1860-1951  | Senare kyrkoherde i Trollhättans församling. |
| 1895-1901 | Julius Kaldén              | 1863-1944  | Senare komminister i Visnums församling.     |
| 1902      | Isak Thomasson             |            | Senare kyrkoherde i Västra Hargs församling. |
|           | Axel Johannes Lydahl       |            | Senare kyrkoherde i Hovs församling.         |